# Oxiânion
Um oxiânion (português brasileiro) ou oxianião (português europeu) (ou oxoânion e oxoanião) é um íon poliatômico carregado negativamente que contém óxido. Oxiânio pode ser visto como a base conjugada de um oxiácido correspondente, embora ambos os componentes não sejam necessariamente estáveis. Provavelmente o oxiânion melhor conhecido seja o DNA. A mais extensa família de oxiânions são os polioxomolibdatos.
Alguns elementos, Q, (Q = metais e não metais) formam alguns oxiânions, QOxn- com diferentes números de átomos de oxigênio, x, ou diferentes cargas n. Estes oxiânions e seus oxiácidos conjugados são nomeados de acordo ao estado de oxidação do átomo que não o oxigênio, como por exemplo os quatro oxiânios do cloro:
| Estado de oxidação | +1                | +3            | +5            | +7               |
| nome do oxiânion   | hipoclorito       | clorito       | clorato       | perclorato       |
| fórmula            | ClO−              | ClO2−         | ClO3−         | ClO4−            |
| estrutura          | O íon hipoclorito | O íon clorito | O íon clorato | O íon perclorato |
| Ácido conjugado    | Ácido Hipocloroso | Ácido cloroso | Ácido clórico | Ácido perclórico |
| estrutura          | Ácido hipocloroso | Ácido cloroso | Ácido clórico | Ácido perclórico |

Para outros oiânios, os estados de oxidação podem ser diferentes destes, mas a ordem dos prefixos e sufixos se mantém a mesma.

Oxiânions têm alguns papéis ambientais muito importantes. Pode-se mencionar o caso da prevalência de espécies do arsênio em áreas afetadas por arsênio na forma de oxiânions. A superf[ície da água normalmente apresenta condições de oxidação e sob estas condições, espécies de arsênio tendem a prevalecer na forma de arsênio pentavalente, mantendo suas formas oxianiônicas H2AsO4-, e HAsO42-.

## Oxiânions bem conhecidos
- Com grupos óxido terminais:

- - borato
  - carbonato
  - nitrato, nitrito,[1] hiponitrito
  - aluminato
  - silicato
  - fosfato, fosfito, hipofosfito
  - perssulfato, sulfato, sulfito, hipossulfito
  - perclorato, clorato, clorito, hipoclorito
  - cromato
  - permanganato, manganato

- Com tanto grupos óxido de ligação quanto terminais:

- - dicromato
  - pirofosfato
  - polioxometalatos tais como fosfomolibdato e fosfotungstato